# Andrea Solter
Andrea Solter (* 1965) ist eine deutsche Schauspielerin, Hörspiel- und Synchronsprecherin.

## Leben
Andrea Solter wurde auf der Hochschule für Schauspielkunst „Ernst Busch“ Berlin ausgebildet. Ab Mitte der 1980er Jahre war sie als Fernsehschauspielerin präsent, gleichsam war sie zunächst beim Rundfunk der DDR umfangreich als Hörspielsprecherin tätig. Zwischen 1986 und 1990 war sie in mindestens 50 Produktionen des Senders zu hören.
Ab den 1990er Jahren wurde die Synchronarbeit ihr Haupterwerb, sie sprach auch Werbespots und Hörbücher und hatte weitere Auftritte als Hörspielsprecherin. Sie spielte ab 1995 Claudia Willeke in der Sat.1-Serie Für alle Fälle Stefanie.
Der letzte Eintrag in der ARD-Hörspieldatenbank bezieht sich auf das Kriminalhörspiel Fischer sin Fru von Werner Buhss aus dem Jahre 2007. Unter der Regie von Wolfgang Rindfleisch sprach sie die Rolle der Kellnerin Antje.

## Filmografie
- 1988: Zum Teufel mit Harbolla
- 1993: Zirri – Das Wolkenschaf
- 1995–1997: Für alle Fälle Stefanie (Fernsehserie, 56 Folgen)
- 2001: Alphateam – Die Lebensretter im OP (Folge 151)

### Synchronrollen

#### Filme
- 1993: Carlito’s Way: Penelope Ann Miller als Gail
- 1995: Wilder Zauber: Bridget Fonda als Myra
- 1996: Lügen haben lange Beine: Janeane Garofalo als Abby Barnes
- 1999: Die neun Pforten: Emmanuelle Seigner als Die Unbekannte
- 2000: Keine halben Sachen: Amanda Peet als Jill St. Claire
- 2001: A Beautiful Mind – Genie und Wahnsinn: Jennifer Connelly als Alicia Nash
- 2003: Hulk: Jennifer Connelly als Betty Ross
- 2003: Die Journalistin: Cate Blanchett als Veronica Guerin
- 2004: Keine halben Sachen 2 – Jetzt erst recht!: Amanda Peet als Jill
- 2008: The Spirit: Sarah Paulson als Dr. Ellen Dolan
- 2010: The American: Irina Björklund als Ingrid
- 2011: Scream 4: Mary McDonnell als Kate Roberts
- 2017: War Machine: Sian Thomas als Edith May
- 2018: Letztendlich sind wir dem Universum egal: Robinne Fanfair als Mutter

#### Serien
- 1996: Alle lieben Raymond: Maggie Wheeler als Linda Gruenfelder
- 1997–2002: Ally McBeal: Lisa Nicole Carson als Renée Raddick
- 2010–2018: Supernatural: Kim Rhodes als Sheriff Jody Mills
- 2004–2006: Huff – Reif für die Couch: Faith Prince als Kelly Knippers
- 2006–2007: Invasion: Kari Matchett als Mariel Underlay
- 2006–2008: Wildes Herz Afrika: Amanda Holden als Sarah Trevanion
- 2013–2019: Orange Is the New Black: Kate Mulgrew als Galina (Red) Reznikov
- 2018: Disenchantment als Königin Dagmar
- 2020: Navy CIS: L.A. für Michelle Azar als Shahmir Gilani
- 2025: Navy CIS als Mrs. Soltair